# Weltraumrecht

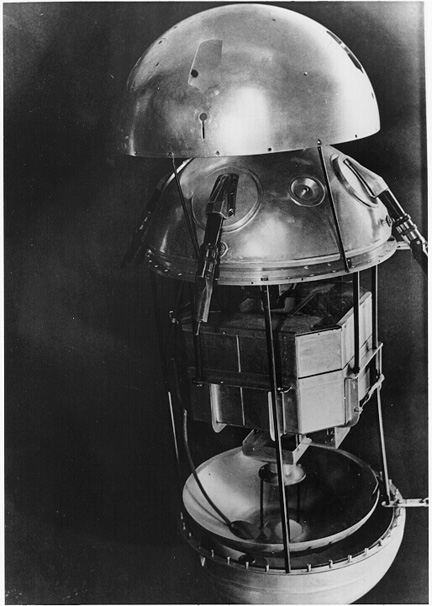
Explosionsmodell des Satelliten Sputnik 1, mit seinem Start erlangte das Weltraumrecht 1957 große praktische Bedeutung

Weltraumrecht ist jener Teilbereich des Rechts, der einen Bezug zu nationalen und internationalen Aktivitäten im Weltraum hat. Rechtsquellen sind in erster Linie fünf internationale Verträge und fünf Resolutionen über anzuwendende Grundsätze der Vereinten Nationen. Darüber hinaus zählen zum Weltraumrecht zahlreiche weitere Verträge und Konventionen der UN und anderer internationaler Organisationen, Verträge zweier oder mehrerer Staaten, nationale Gesetze und Verordnungen, und Entscheidungen internationaler und nationaler Gerichte.
Über die Definition des Begriffs „Weltraum“ konnte bislang keine Einigkeit erreicht werden, obwohl die meisten Juristen darin übereinstimmen, dass der Weltraum auf der Höhe der auch von der Fédération Aéronautique Internationale als Definition herangezogenen Kármán-Linie beginnt, das sind 100 Kilometer Höhe. Die NASA und die United States Air Force betrachten eine Höhe von mehr als 80 Kilometern als Weltraum, und in Ermangelung einer völkerrechtlich verbindlichen Definition kann jeder Staat die Abgrenzung von eigenem Luftraum und hoheitsfremdem Weltraum über seinem Staatsgebiet selbst vornehmen.
Das Weltraumrecht war zunächst, auch nachdem erste Flugobjekte den Weltraum erreichten, nur ein Gegenstand abstrakter akademischer Erörterungen. Mit dem Start des ersten künstlichen Satelliten Sputnik 1 durch die Sowjetunion im Oktober 1957, während des Internationalen Geophysikalischen Jahres, erlangte es praktische Bedeutung. Seither folgte die Entwicklung des Weltraumrechts stetig dem technischen Fortschritt, von der Stationierung ziviler und militärischer Satelliten über die bemannte Raumfahrt, die Einrichtung ständig besetzter Raumstationen bis hin zu Fragen der Schadenshaftung und der Nutzung von Ressourcen im Weltraum.

## Historische Entwicklung
Bereits in den 1930er Jahren wurden mit dem Aufkommen der Raketentechnik die rechtlichen Konsequenzen dieser Entwicklung erörtert. Als erste Fachliteratur zu diesem Thema gilt eine Veröffentlichung von Vladimír Mandl (1899–1941). Mandl war ein Anwalt und Hochschullehrer aus Pilsen, der bereits seit den 1920er Jahren zum Luftfahrtrecht gearbeitet hatte. In seiner Schrift „Das Weltraum-Recht. Ein Problem der Raumfahrt“ von 1932 entwarf er eine Theorie des Weltraumrechts, zeigte die Unterschiede zum Luftfahrtrecht auf und erörterte Fragen internationalen Rechts.

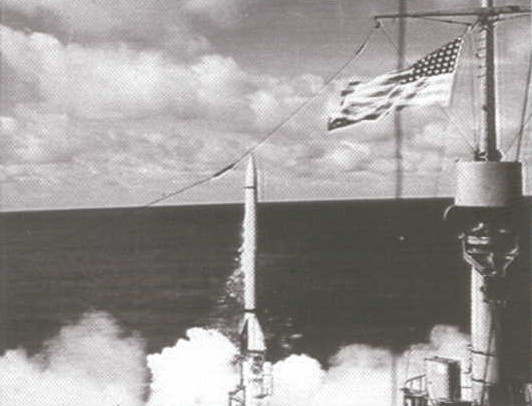
Start der Viking 4 am 11. Mai 1950, der erste US-amerikanische Flug in den Weltraum

Nach dem Zweiten Weltkrieg gab es in rascher Folge Fortschritte im Bereich der Raumfahrt. Zu nennen sind die seit 1945 laufenden Forschungen von United States Navy und United States Air Force im Zusammenhang mit dem Start von Erdsatelliten und die Höhenrekorde von Raketen wie jenem der Viking 4 am 11. Mai 1950, dem mit 169 Kilometern Höhe ersten amerikanischen Flug eines Objektes in den Weltraum, und der Höhenrekord der Viking 11 am 24. Mai 1954 mit 254 Kilometern. Mit dem Start des sowjetischen Satelliten Sputnik 1 am 4. Oktober 1957 erlangte die Raumfahrt dauerhaft große Bedeutung. Diese Entwicklungen wurden seinerzeit von den Experten für Luftfahrtrecht aufmerksam verfolgt.

### Deutschland
Aus deutscher Sicht hatte der Jurist Alex Meyer eine überragende Rolle in der Entwicklung des Luftrechts und bei der Begründung des Weltraumrechts als eigenständiges Rechtsgebiet. Meyer galt bereits vor dem Zweiten Weltkrieg international als Koryphäe des Luftfahrtrechts, 1911 war er Leiter der deutschen Delegation zur ersten internationalen Konferenz zum Luftrecht. Er konnte 1938 eine Berufung an die Universität New York nicht annehmen, da die Ausstellung eines Visums verzögert wurde. Kurz vor Beginn des Zweiten Weltkriegs emigrierte er in die Schweiz. Zum 1. Januar 1951 wurde er Leiter der neu gegründeten „Forschungsstelle für Luftrecht“ an der juristischen Fakultät der Universität Köln. Diese Einrichtung sollte dem Institut für Luftfahrtrecht der Universität Königsberg als führende akademische Institution im Luftrecht nachfolgen. Auch die seit 1952 erscheinende und vom Institut für Luftfahrtrecht herausgegebene „Zeitschrift für Luftrecht“ war als Fortführung einer 1943 eingestellten Publikation gedacht. In einer der ersten Ausgaben der Zeitschrift erschien bereits der Artikel „Einem Weltraumrecht entgegen“ des französischen Juristen Joseph Kroell, den Meyer selbst übersetzt hatte. Alex Meyer war 1953 zweiter Gutachter für die Dissertation „Luftrecht und Weltraum“ von Welf Heinrich Prinz von Hannover (1923–1997), der weltweit ersten Dissertation zum Weltraumrecht, an der Georg-August-Universität Göttingen.
Im Januar 1955 wurde Meyers Forschungsabteilung zum „Institut für Luftrecht“ der Universität Köln aufgewertet. Ab Dezember 1959 trug das Institut den Namen „Institut für Luftrecht und Weltraumrechtsfragen“, auch der Zeitschriftentitel wurde entsprechend geändert. Die Benennung brachte auch zum Ausdruck, dass dem Weltraumrecht zur damaligen Zeit im Vergleich zum etablierten Luftfahrtrecht keine eigenständige Bedeutung zugemessen wurde. Erst 1975 wurden die Namen der Einrichtung und der Zeitschrift in „Institut für Luft- und Weltraumrecht“ und „Zeitschrift für Luft- und Weltraumrecht“ geändert, die sie bis heute führen. Alex Meyer blieb bis 1974 Direktor des Instituts und trat im 94. Lebensjahr zurück. Ab 1975 leitete Karl-Heinz Böckstiegel das Institut bis 2001, dessen Nachfolger ist Stephan Hobe.

## Moskauer Atomteststoppabkommen von 1963
Zum Weltraumrecht gehört als erstes völkerrechtlich verbindliches Dokument das Moskauer Atomteststoppabkommen („Vertrag über das Verbot von Kernwaffenversuchen in der Atmosphäre, im Weltraum und unter Wasser“ – Treaty Banning Nuclear Weapon Tests in the Atmosphere, in Outer Space and Under Water), das seit dem 10. Oktober 1963 in Kraft ist. Die Atommächte Frankreich und die Volksrepublik China sind nicht beigetreten, Pakistan hat den Vertrag nur unterzeichnet und nicht ratifiziert. Deutschland, Österreich und die Schweiz haben ihn ratifiziert.

## Vereinte Nationen

### Ausschuss für die friedliche Nutzung des Weltraums (COPUOS)
Seit 1957 wurde auf internationaler Ebene über die Möglichkeiten diskutiert, die friedliche Nutzung des Weltraums zu gewährleisten. Die Resolution 1148 (XII) der Generalversammlung der Vereinten Nationen vom 14. November 1957, wenige Wochen nach dem Start von Sputnik 1, forderte eine Abrüstungsvereinbarung, die unter anderem ein Inspektionssystem zur Gewährleistung der ausschließlich friedlichen und wissenschaftlichen Nutzung des Weltraums vorsehen sollte. Mit der Resolution 1348 (XIII) bekannte sich die Generalversammlung am 13. Dezember 1958 zur friedlichen Nutzung des Weltraums und richtete ein ad hoc-Komitee zur Erörterung von Fragen der friedlichen Nutzung des Weltraums ein. Daraus ging 1959 der Ausschuss für die friedliche Nutzung des Weltraums (Committee on the Peaceful Uses of Outer Space – COPUOS) als ständige Einrichtung hervor. COPUOS richtete 1962 den wissenschaftlich-technischen Unterausschuss und den Rechtsunterausschuss als ständige Unterausschüsse ein. Der Rechtsunterausschuss ist ein wesentliches Gremium für Diskussionen und zur Vorbereitung internationaler Vereinbarungen die den Weltraum betreffen.

### Konsensprinzip
Der Ausschuss der Vereinten Nationen für die friedliche Nutzung des Weltraums und seine ständigen Unterausschüsse, der wissenschaftlich-technische Unterausschuss (WTUA) und der Rechtsunterausschuss (RUA), arbeiten nach dem Konsensprinzip. Das bedeutet, dass jede Einzelheit, seien es Formulierungen in Verträgen oder Änderungen der Tagesordnung, einstimmig beschlossen werden müssen. Das ist ein Grund dafür, dass es den internationalen Verträgen der Vereinten Nationen zum Weltraumrecht häufig an genauen Definitionen mangelt. In den vergangenen Jahren hat der Rechtsunterausschuss vergeblich versucht, über den Vorschlag einiger weniger Mitgliedsstaaten Konsens zu erzielen, einen neuen umfassenden Weltraumvertrag zu diskutieren. Es ist nicht anzunehmen, dass der Rechtsausschuss in absehbarer Zeit zu einer Einigung über Zusätze zum Weltraumvertrag kommt. Viele Raumfahrtnationen betrachten die Diskussion über einen neuen Weltraumvertrag als zeitraubend und vergeblich, weil die festgefahrenen unterschiedlichen Positionen über Ressourcennutzung, Eigentumsrechte und andere Fragen von wirtschaftlicher Bedeutung eine Einigung unwahrscheinlich machen.

### Weltraumverträge der Vereinten Nationen

Ratifizierungen (grün) und Unterzeichnungen (gelb) des Weltraumvertrags, Stand 1. Januar 2013

Aus der Arbeit des Ausschusses für die friedliche Nutzung des Weltraums sind bislang fünf internationale Verträge hervorgegangen. Mit Ausnahme des Mondvertrages, den nur Österreich ratifiziert hat, sind diese Verträge von Deutschland, Österreich und der Schweiz ratifiziert worden:
- Der Weltraumvertrag von 1967 (Vertrag über die Grundsätze zur Regelung der Tätigkeiten von Staaten bei der Erforschung und Nutzung des Weltraums einschließlich des Mondes und anderer Himmelskörper – Treaty on Principles Governing the Activities of States in the Exploration and Use of Outer Space, including the Moon and Other Celestial Bodies). Der Weltraumvertrag ist das grundlegende Vertragswerk des Weltraumrechts. Er wurde von der Generalversammlung der Vereinten Nationen mit der Resolution 2222 (XXI) angenommen, am 27. Januar 1967 zur Unterzeichnung aufgelegt und trat am 10. Oktober 1967, für die Bundesrepublik Deutschland am 10. Februar 1971, in Kraft.[1] Der Vertrag wurde von 102 Staaten ratifiziert, weitere 27 Staaten haben ihn bislang nur unterzeichnet. 
 Der Weltraumvertrag schreibt fest, dass die Erforschung und Nutzung des Weltraums nur zum Nutzen und im Interesse aller Staaten und zu friedlichen Zwecken erfolgen darf. Kein Staat darf Souveränitätsansprüche geltend machen oder andere Staaten von der Erforschung und Nutzung des Weltalls ausschließen. Die Stationierung von Kernwaffen und anderen Massenvernichtungswaffen ist verboten. Darüber hinaus wird den Raumfahrtnationen die Haftung für verursachte Schäden und die Pflicht zur Vermeidung von schädlichen Verschmutzungen von Weltraum und Himmelskörpern auferlegt. Der Weltraumvertrag verlangt von den Vertragsstaaten sicherzustellen, dass sich ihre Aktivitäten in Übereinstimmung mit der Charta der Vereinten Nationen und dem Völkergewohnheitsrecht befinden.[20]
- Das Weltraumrettungsübereinkommen von 1968 (Übereinkommen über die Rettung und die Rückführung von Raumfahrern sowie die Rückgabe von in den Weltraum gestarteten Gegenständen – Agreement on the Rescue of Astronauts, the Return of Astronauts and the Return of Objects Launched into Outer Space). Das Übereinkommen präzisiert die Artikel 5 und 8 des Weltraumvertrag, der sich nur auf „Astronauten“ bezieht, in Bezug auf die Verpflichtung zur Rettung aller Besatzungsmitglieder eines Weltraumfahrzeugs. Darüber hinaus sollen die Staaten auf Anforderung Hilfe bei der Bergung von in Not geratenen Raumfahrzeugen leisten. Das Übereinkommen wurde am 19. Dezember 1967 mit der Resolution 2345 (XXII) der Generalversammlung der Vereinten Nationen angenommen, konnte ab dem 22. April 1968 unterzeichnet werden und trat am 3. Dezember 1968 in Kraft.[1] 92 Staaten haben das Abkommen ratifiziert und 24 haben unterzeichnet. Hinzu kommen die Europäische Weltraumorganisation (European Space Agency) und die Europäische Organisation für die Nutzung meteorologischer Satelliten (European Organisation for the Exploitation of Meteorological Satellites), die für sich die Rechte und Pflichten aus dem Übereinkommen anerkennen.[21]

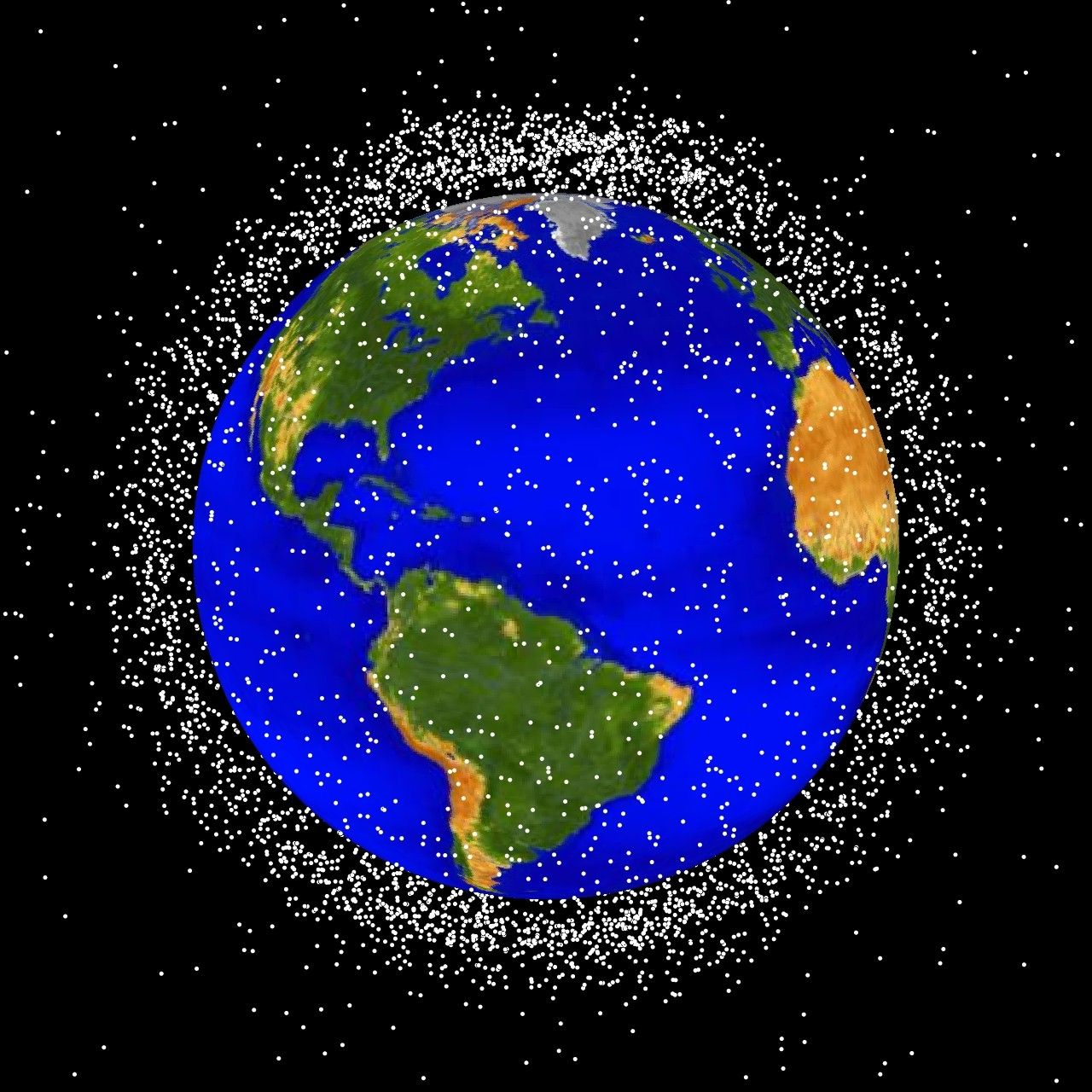
Verteilung des Weltraummülls, jeder Punkt markiert ein potentiell Schaden verursachendes Objekt, ca. 2005

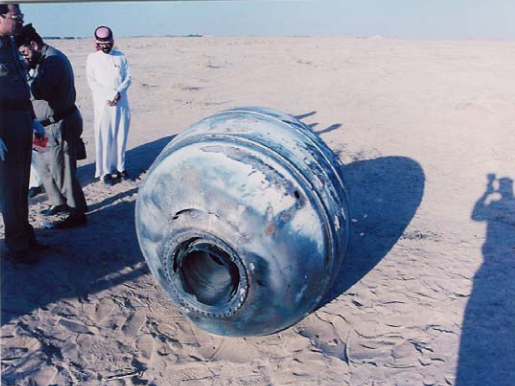
Niedergegangenes Teil des Payload Assist Module einer Delta II-Rakete, Saudi-Arabien, ca. 2000

- Das Weltraumhaftungsübereinkommen von 1972 (Übereinkommen über die völkerrechtliche Haftung für Schäden durch Weltraumgegenstände – Convention on International Liability for Damage Caused by Space Objects). Dieses Übereinkommen präzisiert ergänzend zu Artikel 7 des Weltraumvertrags die Haftungsvoraussetzungen für Schäden, die durch Weltraumgegenstände verursacht werden. Es hat im Zusammenhang mit der stetig zunehmenden Zahl von potentiell für Weltraumfahrzeuge gefährlichen Gegenstände im Weltraum (Weltraummüll) Bedeutung und regelt unter anderem die Haftung für Schäden, die durch auf die Erde niedergehende Weltraumgegenstände entstehen. Dieses Übereinkommen wurde von der Generalversammlung mit der Resolution 2777 (XXVI) angenommen, am 29. März 1972 zur Unterzeichnung aufgelegt und trat am 1. September 1972 in Kraft.[22] Bis zum Jahr 2013 hatten 89 Staaten das Übereinkommen ratifiziert und 22 unterzeichnet. Neben der Europäischen Weltraumorganisation (European Space Agency) und der Europäischen Organisation für die Nutzung meteorologischer Satelliten (European Organisation for the Exploitation of Meteorological Satellites – EUMETSAT) hat auch das Unternehmen Eutelsat (European Telecommunications Satellite Organization), das bis Juli 2001 eine zwischenstaatliche Organisation war, die Rechte und Pflichten aus dem Übereinkommen anerkannt.[23]
- Das Weltraumregistrierungsübereinkommen von 1975 (Übereinkommen über die Registrierung der in den Weltraum gestarteten Gegenstände – Convention on Registration of Objects Launched into Outer Space) wurde am 12. November 1974 mit der Resolution 3235 (XXIX) verabschiedet und trat am 15. September 1976 in Kraft.[24] Das Übereinkommen verpflichtet die Vertragsstaaten zur nationalen Registrierung des Starts von Weltraumgegenständen und zur Mitteilung von Einzelheiten der Umlaufbahn und des Zustands der Objekte an die Vereinten Nationen. Es wurde bis 2013 von 61 Staaten ratifiziert, die Europäische Weltraumorganisation (European Space Agency) und die Europäische Organisation für die Nutzung meteorologischer Satelliten (European Organisation for the Exploitation of Meteorological Satellites – EUMETSAT) haben das Übereinkommen als verbindlich anerkannt.[25]
- Der Mondvertrag von 1979 (Übereinkommen zur Regelung der Tätigkeiten von Staaten auf dem Mond und anderen Himmelskörpern – Agreement Governing the Activities of States on the Moon and Other Celestial Bodies). Der Vertrag untersagt die militärische Nutzung des Mondes und anderer Himmelskörper und untersagt staatliche Souveränitätsansprüche oder privaten Besitz an Himmelskörpern. Er verpflichtet zum Schutz der Himmelskörper vor Verschmutzung und fordert die Information der Vereinten Nationen über Standort und Zweck errichteter Stationen. Die Nutzung außerirdischer Ressourcen soll unter internationaler Aufsicht geschehen und der Mond und andere Himmelskörper werden als „gemeinsames Erbe der Menschheit“ bezeichnet.[26] Der Vertrag wurde mit der Resolution 34/69 verabschiedet, am 18. Dezember 1979 zur Unterzeichnung freigegeben und trat nach dem Beitritt Österreichs am 11. Juli 1984 in Kraft.[24] Dieser Vertrag ist wegen umstrittener Regelungen, die eine Nutzung von Mond und anderen Himmelskörpern stark einschränken, bis 2013 nur von sieben Staaten ratifiziert worden, acht weitere sind beigetreten und vier haben ihn unterzeichnet.[27] Bei den Beratungen über den Mondvertrag war beabsichtigt, mit ihm den Weltraumvertrag in Bezug auf die angemessene Nutzung von Ressourcen und das Verbot von Souveränitätsansprüchen im Weltraum abzulösen, oder den Weltraumvertrag entsprechend zu erweitern.[28]

Der Weltraumvertrag hat mit mehr als 100 beigetretenen Staaten die größte Akzeptanz in der Staatengemeinschaft. Die drei Übereinkommen zur Weltraumrettung, Weltraumhaftung und Weltraumregistrierung waren lediglich Weiterentwicklungen des Weltraumvertrags, die sich an bereits vorhandene Zusicherungen des Weltraumvertrags anlehnten. Der Mondvertrag wird wegen seiner geringen Akzeptanz vielfach als Misserfolg betrachtet. Indien ist der einzige an einer Mondlandung interessierte Staat, der den Mondvertrag unterzeichnet hat. Eine Ratifizierung durch Indien steht noch aus, da der Staat die möglichen verfassungsrechtlichen Konsequenzen prüft.

### UN-Resolutionen über rechtliche Grundsätze
Die fünf Übereinkommen und Verträge der Vereinten Nationen betreffen die Nicht-Aneignung des Weltraums durch Staaten, Rüstungskontrolle, die Freiheit der Erforschung des Weltraums, die Schadenshaftung, die Sicherheit von Raumfahrzeugen und ihrer Besatzungen, die Verhinderung von Umweltschäden, die Anmeldung und Registrierung von Aktivitäten im Weltraum, wissenschaftliche Forschung, die Nutzung natürlicher Ressourcen des Weltraums und die Beilegung von Konflikten.
Die Generalversammlung der Vereinten Nationen hat darüber hinaus fünf Resolutionen über rechtliche Grundsätze verabschiedet, die zur Anwendung der Übereinkommen und Verträge und zu einer Kommunikation unter den Staaten ermutigen sollen.
- Declaration of Legal Principles Governing the Activities of States in the Exploration and Uses of Outer Space, Resolution 1962 (XVIII) von 1963: 
 In ihrer Erklärung über rechtliche Grundsätze zur Erforschung und Nutzung des Weltraums fordert die Generalversammlung, dass jegliche Erforschung des Weltraums zum Nutzen und im Interesse der gesamten Menschheit durchgeführt wird. Sie steht allen Staaten gleichermaßen und in Übereinstimmung mit dem internationalen Recht frei. Kein Staat darf in irgendeiner Weise Souveränitätsansprüche im Weltraum oder auf einem Himmelskörper geltend machen. Staaten, die Aktivitäten im Weltraum durchführen, müssen für die Handlungen der beteiligten staatlichen oder nichtstaatlichen Einrichtungen die Verantwortung übernehmen. In den Weltraum gestartete Geräte gehören zu ihrem Herkunftsstaat, einschließlich ihrer Besatzungen. Geräte und Teile davon, die außerhalb ihres Herkunftsstaates entdeckt werden, werden nach ihrer Identifizierung zurückgegeben. Wenn ein Staat ein Gerät in den Weltraum startet ist er für Schäden in anderen Ländern haftbar.[30][31]
- Principles Governing the Use by States of Artificial Earth Satellites for International Direct Television Broadcasting, Resolution 37/92 von 1982: 
 Die Grundsätze zur Nutzung von Satelliten für internationale Fernsehübertragungen legen fest, dass der Betrieb solcher Satelliten in Übereinstimmung mit dem Recht der souveränen Staaten erfolgen muss. Der Betrieb soll die freie Verbreitung und den gegenseitigen Austausch von Informationen und Wissen in kulturellen und wissenschaftlichen Bereichen fördern und die Bildung und die soziale und wirtschaftliche Entwicklung unterstützen, insbesondere in den Entwicklungsländern. Er soll die Lebensqualität aller Völker steigern, und in Respekt vor der politischen und kulturellen Identität der Staaten stattfinden. Staaten, die den Start eines künstlichen Satelliten zur direkten Fernsehübertragung beabsichtigen, müssen den Generalsekretär der Vereinten Nationen detailliert über diese Absicht informieren.[32] 
 Diese Resolution entstand vor dem Hintergrund des Kalten Krieges. Seit den 1950er Jahren waren von erdgebundenen Sendestationen Rundfunksendungen gezielt über die Grenzen der Machtblöcke hinweg ausgestrahlt worden, Beispiele waren das Angebot der Deutschen Welle, aber mehr noch die Sendungen von Radio Free Europe. Die Staaten des Ostblocks fürchteten einen Missbrauch der Satellitentechnik zu Propagandazwecken, die westlichen Staaten betonten demgegenüber das Recht aller Menschen auf freien Zugang zu Informationen. Neben der möglichen gezielten Sendung in fremde Staatsgebiete spielte insbesondere für die Staaten in Mitteleuropa eine Rolle, dass Satellitensignale naturgemäß auch jenseits der Staatsgrenzen des Ziellandes zu empfangen sind. Eine Rücksichtnahme auf den „Eisernen Vorhang“ war also gar nicht zu realisieren, das Verbot die neue Technologie zu nutzen, stand unter anderem für Deutschland und Österreich im Raum.[33]
- Principles Relating to Remote Sensing of the Earth from Outer Space, Resolution 41/65 von 1986: 
 Das „Remote Sensing“ (deutsch: „Fernerkundung“) bezeichnet das Abtasten der Erdoberfläche aus dem Weltraum mit Hilfe elektromagnetischer Wellen, die von den abgetasteten Objekten reflektiert oder zerstreut werden. Es soll der verbesserten Nutzung natürlicher Ressourcen, der Landnutzung und dem Umweltschutz dienen. Die Grundsätze betreffen nicht nur den Betrieb entsprechender Geräte im Weltraum, sondern auch das Sammeln und Speichern von Daten und deren Weiterverarbeitung und Verbreitung.[34][35][36] 
 Die Formulierung dieser Grundsätze war von der Nord-Süd-Debatte der 1970er Jahre bestimmt. Die Möglichkeit, Lagerstätten von Naturschätzen aus dem Weltraum zu erkunden und zu bewerten, wurde von vielen Entwicklungsländern mit Sorge betrachtet, weil außerhalb ihres Staatsgebiets neu entdeckte Ressourcen ihre Marktposition verschlechtert hätten. Andererseits sahen sie den praktischen Nutzen für sich, wenn derartige Technologien auch von ihnen genutzt werden könnten. Die Vereinigten Staaten waren seinerzeit der wichtigste Befürworter einer freien Nutzung der Technologie, begründet durch ihren sehr großen Rohstoffbedarf und die Tatsache, dass sie als führende Weltraumnation über die Mittel zu ihrer Anwendung verfügten. Ein Kernpunkt der Debatte war die Frage nach der Nutzung der gewonnenen Daten. Einige Staaten machten geltend, dass sie die Verfügungsgewalt über die von ihrem Staatsgebiet erhobenen Daten behalten wollten.[37][36]
- Principles Relevant to the Use of Nuclear Power Sources in Outer Space, Resolution 47/68 von 1992: 
 Staaten, die Weltraumobjekte mit nuklearen Energiequellen starten, sollen bestrebt sein, Einzelpersonen, die Bevölkerung und die Umwelt vor radioaktiven Gefahren zu schützen. Die Konstruktion und die Nutzung von Weltraumobjekten mit nuklearen Energiequellen sollen mit großer Sicherheit gewährleisten, dass die Gefahren beim Betrieb und bei Unfällen in einem akzeptablen Rahmen bleiben.[38]
- Declaration on International Cooperation in the Exploration and Use of Outer Space for the Benefit and in the Interest of All States, Taking into Particular Account the Needs of Developing Countries, Resolution 51/122 von 1996: 
 Den Teilnahme der Staaten an der internationalen Zusammenarbeit bei der Erforschung und Nutzung des Weltraums ist frei und wird auf eine gerechte und allgemein akzeptierten Weise geregelt. Alle Staaten, insbesondere die Raumfahrtnationen, sollen zur Förderung der internationalen Zusammenarbeit beitragen. In diesem Zusammenhang sollten der aus einer internationalen Zusammenarbeit resultierende Nutzen für und die Interessen von Entwicklungsländern besondere Aufmerksamkeit finden. Die internationale Zusammenarbeit soll so durchgeführt werden, wie es von den teilnehmenden Staaten als angemessen betrachtet wird, einschließlich der Zusammenarbeit von Regierungsorganisationen und nichtstaatlichen Organisationen, kommerziellen und uneigennützigen Organisationen, global, multilateral oder bilateral, und zwischen Staaten auf jeder Stufe der wirtschaftlichen Entwicklung.[34]

### Internationale Fernmeldeunion
Geostationäre Satelliten befinden sich theoretisch stets in 35.768 Kilometern Höhe über einem bestimmten Punkt des Äquators. In der Praxis kommt es durch die Gravitation von Sonne und Mond, Schwankungen im Magnetfeld der Erde und durch den Strahlungsdruck der Sonne zu Abweichungen in der Flughöhe und dem Bahnverlauf. Daher ist der genutzte Bereich keine Kreisbahn, sondern ein Volumenbereich, der Geostationäre Ring, innerhalb dessen sich die Satelliten bewegen. Einzelne Satelliten erhalten von der Internationalen Fernmeldeunion, einer Sonderorganisationen der Vereinten Nationen, eine Position und die zu nutzenden Frequenzen zugewiesen, um Unfälle und gegenseitige Störungen auszuschließen. Diese Positionen sind festgelegte Bereiche, in denen die Betreiber ihre Satelliten auf ± 0,14° positionieren müssen, das erlaubt eine Abweichung von weniger als 100 Kilometern entlang der Umlaufbahn. Die Umlaufhöhe darf um nicht mehr als 75 Kilometer abweichen.
Der zunehmende Bedarf an Plätzen für geostationäre Satelliten führte zunächst dazu, dass die Bereiche verkleinert wurden. Heute haben die zugewiesenen Positionen einen Abstand von etwa 1.400 Kilometern voneinander und jede Position kann von bis zu acht Satelliten belegt werden. Dennoch ist die Zahl der verfügbaren Plätze begrenzt; insbesondere an den Längengraden, die durch Europa und Nordamerika laufen, zeigt sich der Platzmangel deutlich.
Darüber hinaus haben in den 1970er Jahren mehrere am Äquator gelegene Staaten unter Führung von Kolumbien vergeblich Anspruch auf die Souveränität über Weltraum oberhalb ihres Staatsgebiets erhoben. Sie argumentierten, dass ein Durchfliegen dieses Bereichs nicht zu beanstanden sei, das ständige „Parken“ geostationärer Satelliten an einem bestimmten Punkt bedürfe jedoch der Zustimmung des darunter liegenden Staates, der auch eine „Parkgebühr“ erhebe dürfe. In diesem Zusammenhang erhielt auch die bis heute nicht entschiedene Frage der Definition des „Weltraums“ Bedeutung.

## Internationale Verträge außerhalb der Vereinten Nationen

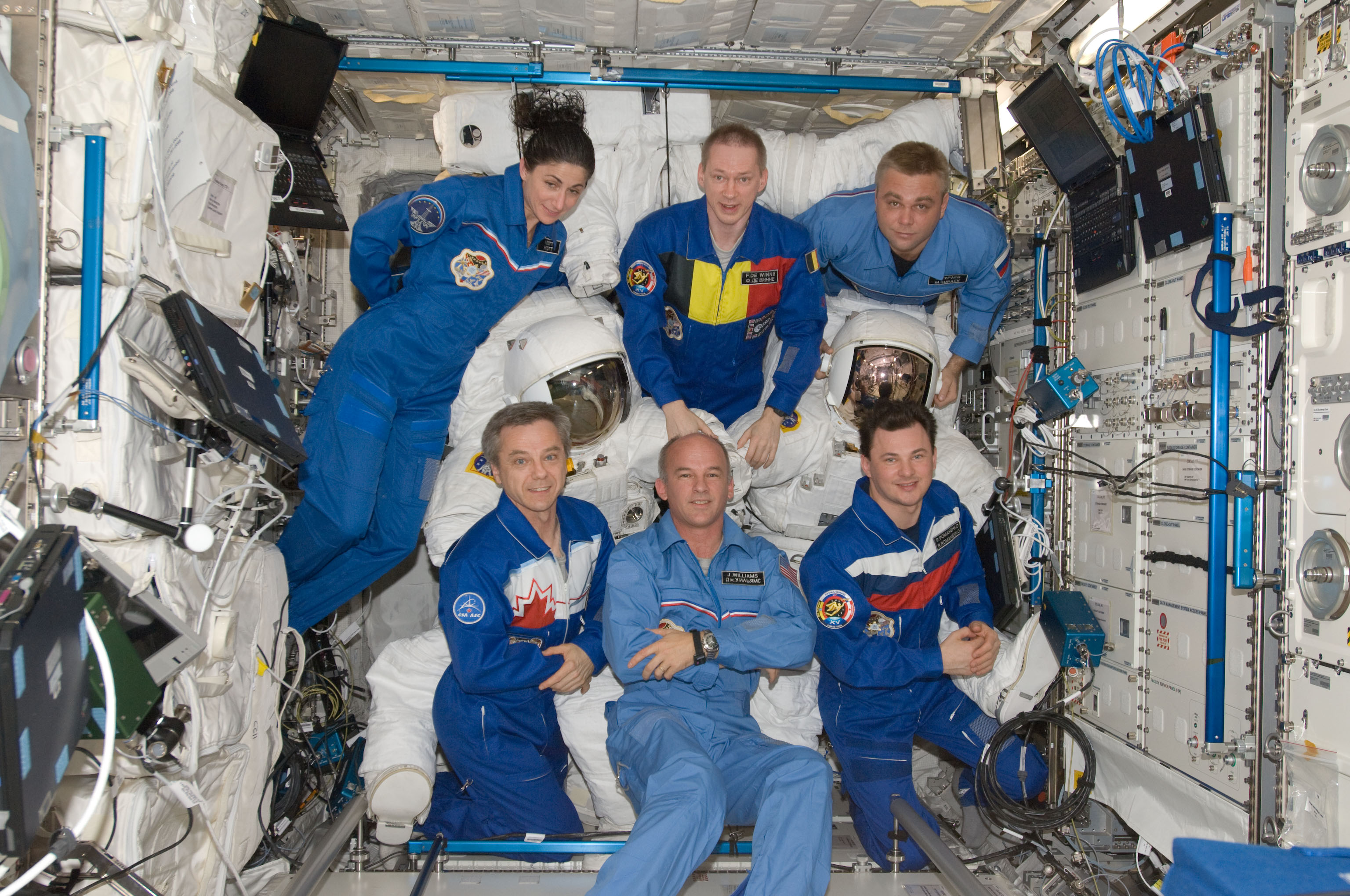
Angehörige der Expedition 21 an Bord der ISS, zwei US-Amerikaner, zwei Russen, ein Kanadier und ein Belgier

### Raumstations-Übereinkommen von 1998
Neben den internationalen Verträgen im Bereich der Vereinten Nationen wurden in der Vergangenheit eine Reihe weiterer multilateraler und bilateraler Vereinbarungen getroffen. Die an der Internationalen Raumstation ISS beteiligten Staaten haben 1998 ein Übereinkommen geschlossen, das Space Station Intergovernmental Agreement, mit dem die Regierungen Kanadas, Japans, der Russischen Föderation, der Vereinigten Staaten und von 11 Mitgliedstaaten der Europäischen Weltraumorganisation die Rahmenbedingungen für den Betrieb der Internationalen Raumstation festlegten. Dieser Vertrag wurde durch zahlreiche zwischen den Vertragsparteien ausgetauschten Memoranda of Understanding ergänzt.
Mit dem Vertrag wurde der NASA die Führungsrolle bei der Koordination der Beiträge einzelner Staaten zur Internationalen Raumstation und der Nutzung der Station zugewiesen. Darüber hinaus erhielt jede Nation die rechtliche Zuständigkeit über die von ihr betriebenen Module. Weitere Vereinbarungen betreffen den Schutz geistigen Eigentums und Regelungen zur Strafverfolgung. Das Raumstations-Übereinkommen wird als ein Modell für eine mögliche zukünftige Zusammenarbeit in Einrichtungen auf dem Mond oder dem Mars betrachtet.

### Internationale Charta für Weltraum und Naturkatastrophen
Auf den Grundsätzen, wie sie die Vereinten Nationen in den Principles Relating to Remote Sensing of the Earth from Outer Space formuliert haben, beruht der Vertrag Internationale Charta für Weltraum und Naturkatastrophen und die Arbeit der gleichnamigen Organisation, die keine Sonderorganisation der Vereinten Nationen, sondern ein Zusammenschluss von ESA, EUMETSAT und 13 nationalen Raumfahrtagenturen ist. Die Organisation stellt die von ihren Mitgliedsstaaten erfassten Satellitendaten im Katastrophenfall den Behörden und Hilfsorganisationen vor Ort zur Verfügung, ohne Rücksicht auf eine bestehende Mitgliedschaft. In den Jahren 2007 bis 2012 wurde in durchschnittlich 40 Fällen pro Jahr Unterstützung gewährt.

## Nationale Gesetzgebungen
Zahlreiche Staaten haben nationale Weltraumgesetze eingeführt. Der Weltraumvertrag verlangt von den Vertragsstaaten die Genehmigung und Beaufsichtigung nationaler Aktivitäten im Weltraum, einschließlich der Aktivitäten nichtstaatlicher Organisationen wie Unternehmen und Verbänden. Die Verpflichtung der Staaten zur Überwachung und Registrierung der Weltraumfahrt erfordert auch nationale rechtliche Grundlagen.
Deutschland hat das „Gesetz zur Übertragung von Verwaltungsaufgaben auf dem Gebiet der Raumfahrt“ (Raumfahrtaufgabenübertragungsgesetz – RAÜG) vom 8. Juni 1990 erlassen, das dem Deutschen Zentrum für Luft- und Raumfahrt die Erstellung der deutschen Raumfahrtplanung, die Durchführung der deutschen Raumfahrtprogramme und die Wahrnehmung deutscher Raumfahrtinteressen im internationalen Bereich zuweist. Zu einem nationalen Weltraumgesetz ist es trotz rechtspolitischer Forderungen bislang nicht gekommen. In Österreich wurde 2011 ein Weltraumgesetz verabschiedet, weil Österreich mit dem Start des an der Technischen Universität Graz entwickelten Forschungssatelliten TUGSAT-1 2013 zur Raumfahrtnation wurde und unter das Weltraumregistrierungsübereinkommen fällt.
Nationale Weltraumgesetze gibt es außerdem in den USA, in Russland, in der Ukraine, in Australien, Brasilien, Hongkong, Japan, Südafrika und in der Republik Korea. In Europa haben z. B. Norwegen (1969), Spanien (1974), Schweden (1982), Vereinigtes Königreich (1986), Belgien (2006), Niederlande (2008) und Frankreich (2008) Gesetze erlassen, die Weltraumaktivitäten und Haftungsfragen regeln.
Die Zunahme kommerzieller Aktivitäten im Weltraum über die Satellitenkommunikation hinaus, wie die Errichtung kommerzieller Weltraumbahnhöfe und der geplante Weltraumtourismus, haben Staaten dazu veranlasst, eine gesetzliche Regulierung des Weltraumverkehrs zu erwägen. Die Herausforderung liegt darin, einerseits eine Regulierung in der Weise durchzuführen, dass Investitionen nicht verhindert oder zu stark eingeschränkt werden, und andererseits dafür Sorge zu tragen, dass sie internationalem Recht entsprechen.

## Zukünftige Entwicklungen
Das Weltraumrecht ist ein junges Rechtsgebiet und ein Gebiet, das sich mit dem technologischen Fortschritt in raschem Wandel befindet. Es wird erwartet, dass die Kosten für Aktivitäten im Weltraum zukünftig sinken und dass die Zahl der Staaten mit einer direkten Beteiligung an der Raumfahrt zunimmt. Das könnte es einfacher machen, zur Förderung kommerzieller Projekte einen Konsens in Fragen des Weltraumrechts zu erreichen.
Die nicht raumfahrenden Staaten sind besorgt, dass eine Monopolisierung der Ressourcen des Weltraums stattfinden könnte. In diesem Zusammenhang wird als ein Lösungsvorschlag angesehen, die Bestimmungen des Seerechtsübereinkommens der Vereinten Nationen auf den Weltraum zu übertragen. Die Ressourcen des Weltraums werden vielfach als zu kostbar betrachtet, um sie durch eine unangemessene wirtschaftliche Nutzung zu gefährden. Das Weltraumrecht soll hier einen Rahmen zum Schutz des Weltraums als „gemeinsames Erbe der Menschheit“ schaffen.
Im Gegensatz dazu wird auch erwogen, den Weltraum als einen von staatlichen oder privaten Besitzansprüchen freien Bereich aufzugeben und privates Eigentum zuzulassen. Die Vereinigten Staaten haben den Mondvertrag, der eine kommerzielle Nutzung von Bodenschätzen der Himmelskörper stark einschränkt, nicht unterzeichnet. Im Weltraumausschuss der Vereinten Nationen haben sie allerdings die Auffassung vertreten, dass der Vertrag eine Ausbeutung von Ressourcen zulässt. Der Staat, der Bodenschätze finde, dürfe sie auch nutzen, der Vertrag schließe lediglich das Grundeigentum aus. Die Pläne der NASA, einen Asteroiden „einzufangen“, führten zu den jüngsten Erörterungen über die praktische Anwendung des Weltraumrechts, sie wären ein direkter Verstoß gegen den von den Vereinigten Staaten nicht unterzeichneten Mondvertrag. Allerdings wurde in diesem Zusammenhang auch die Auffassung vertreten, dass es sich bei diesem „Einfangen“ um eine zulässige Nutzung von Bodenschätzen handele.
Die Erkenntnis, dass menschliche Spuren auf dem Mond und auf anderen Himmelskörpern dauerhaft erhalten bleiben, ging auch in die Debatten der letzten Jahrzehnte über die Möglichkeiten einer wirtschaftlichen Nutzung von Himmelskörpern ein. So wird erwartet, dass der erste Fußabdruck eines Menschen auf dem Mond erst nach einer Million Jahren durch Einschläge von Mikrometeoriten beseitigt sein wird. Stärkere Eingriffe, wie die Förderung von Bodenschätzen, würden einen Himmelskörper auf ewig aus seinem natürlichen Zustand holen. Gegenwärtig ist eine Lösung des Problems nicht in Sicht. Die mangelnde Bereitschaft der Staaten zur Unterzeichnung des Mondvertrags weist darauf hin, dass einer auch nur hypothetischen wirtschaftlichen Nutzung der Vorrang eingeräumt wird.
Die Vereinigten Staaten haben mit dem SPACE Act of 2015 ein Gesetz verabschiedet, welches US-Bürgern die kommerzielle Ausbeutung von Rohstoffen von Himmelskörpern gestattet. Die geförderten Stoffe würden in das Eigentum der Antragsteller übergehen. Luxemburg verabschiedete mit dem Weltraumressourcengesetz 2017 ein ähnliches Gesetz. Mit den Artemis Accords unterzeichneten die USA mit verschiedenen Staaten 2020 einen Vertrag, der der US-amerikanischen Rechtsinterpretation hinsichtlich der kommerziellen Ausbeutung von Rohstoffen im Weltall folgte. Kritik daran wurde vor allem in Russland und China laut.

## Akademische Einrichtungen
An mehreren Hochschulen in den Vereinigten Staaten können Hochschulabschlüsse im Weltraumrecht erworben werden. Beispiele sind das National Center for Remote Sensing, Air and Space Law an der juristischen Fakultät der University of Mississippi und der Master-Studiengang Space & Telecommunications Law am University of Nebraska College of Law. Hinzu kommt in Kanada die McGill University in Montreal mit dem von John Cobb Cooper gegründeten Institute of Air and Space Law.
An der Universität Leiden gibt es seit 1986 das International Institute of Air and Space Law und einen Lehrstuhl für Weltraumrecht. Die Universität Paris-Süd bietet seit mehr als zehn Jahren am Institut für Weltraum- und Fernmelderecht einen Master-Studiengang an, die Hochschule wird dabei von zahlreichen Unternehmen der Weltraum- und Telekommunikationsindustrie unterstützt. Die University of Sunderland war die erste britische Universität, die 2010 einen Studiengang in Weltraumrecht anbot. In Deutschland ist das Institut für Luft- und Weltraumrecht an der Universität Köln die bedeutendste akademische Institution, die sich mit dem Weltraumrecht befasst, in Österreich das Institut für Europarecht, Internationales Recht und Rechtsvergleichung der Universität Wien.
Das International Institute of Space Law (IISL) wurde 1960 von der Internationalen Astronautischen Föderation gegründet und bestand bereits seit 1958 als ständiger Ausschuss für Weltraumrecht innerhalb der IAF. Seit 2007 hat das IISL den Status einer Internationalen Nichtregierungsorganisation. Ihr Tätigkeitsschwerpunkt liegt im wissenschaftlichen Bereich und die Organisation ist eng mit der Universität Leiden verbunden.
Das European Centre for Space Law (ECSL) ist eine 1989 in Paris gegründete Vereinigung von Personen und Organisationen, die am Weltraumrecht interessiert sind. Die Mitgliedschaft können Bürger oder Organisationen eines Mitgliedsstaates der Europäischen Weltraumorganisation oder mit ihr assoziierter Staaten erwerben. Die meisten Mitglieder stammen aus dem akademischen Bereich, und das Ausrichten wissenschaftlicher Konferenzen ist die Hauptaufgabe der Organisation.